# Mark Švets
Mark Švets (1 oktober 1976) is een voormalig profvoetballer uit Estland die speelde als middenvelder. Hij kwam onder meer uit voor de Estische clubs Flora Tallinn en Tallinna Sadam. Hij beëindigde zijn loopbaan in 2010 bij Tallinna Atletik.

## Interlandcarrière
Švets maakte in 1998 voor het eerst zijn opwachting bij de nationale ploeg van Estland. Onder leiding van bondscoach Teitur Thórdarson maakte hij zijn debuut op 18 november 1998 in de vriendschappelijke uitwedstrijd tegen Georgië (3-1) in Tbilisi. Švets moest in dat duel na 80 minuten plaatsmaken voor Kristen Viikmäe. Hij kwam tot een totaal van zestien interlands en één doelpunt.